# Азія Каррера
Дже́ссіка Андре́а Стайнха́узер (англ. Jessica Andrea Steinhauser), відома як А́зія Карре́ра (англ. Asia Carrera; нар. 6 серпня 1973 року, Нью-Йорк, США) — колишня американська порноакторка, режисерка й продюсерка порно, піаністка та блогерка.

## Біографія
Народилася 6 серпня 1973 року в Нью-Йорку, батько був японцем (що переїхав до Нью-Йорку відразу після завершення Другої світової війни), а мати — німкенею. 
У дитинстві проявляла значний інтелект та досягала успіхів в школі. У 16 років за програмою обміну в одній з японських шкіл навчала дітей англійської мови. Володіючи значними музичними здібностями, вже в 13 років виконувала концерти на фортепіано в знаменитому Карнегі-хол у Нью-Йорку. 
Однак у 17 років Джессіка втекла з дому, пізніше повернулася. Батьки вирішили продовжити навчання та віддали її до коледжу. Вечорами після навчання вона почала танцювати стриптиз, щоб заробити. Незабаром почала фотографуватися оголеною.

### Порноіндустрія
Оголені фотографії Азії потрапили до продюсера порнофільмів Баду Лі, який запросив її на перегляд у Лос-Анджелес. У перших порнофільмах знялася взимку 1993 року, а в 1994 році була вже висунута на одну з нагород AVN Awards. Згодом знялася в понад 250 порнофільмах. Досягши слави, вирішила відмовитися від зйомок у порно і зайнялась його продюсуванням та режисурою.

## Особисте життя
Була одружена з продюсером порнофільмів Бадом Лі, розлучилася після 6 років шлюбу.
У вільний час вивчає програмування та web-дизайн. Захоплюється написанням оповідань і сценаріїв, грою на піаніно. Вивчає квантову фізику.

## Фільмографія
- 2001 — Ейфорія

## Нагороди
- 1995 AVN Award — Виконавиця року [8]
- 2000 AVN Award — Найкраща сцена сексу в парі у фільмі Search for the Snow Leopard [8]
- 2000 AVN Award — Найкраща акторка (номінація) [9]
- Учасниця Залу слави AVN